# Leichtathletik-Weltmeisterschaften 2023/Teilnehmer (Chinesisch Taipeh)
Der Leichtathletikverband von Taiwan nahm an den Leichtathletik-Weltmeisterschaften 2023 in Budapest mit vier Athleten teil.
| Goldmedaillen | Silbermedaillen | Bronzemedaillen |
| ------------- | --------------- | --------------- |
| —             | —               | —               |

## Ergebnisse

### Frauen

#### Laufdisziplinen
| Athlet       | Disziplin | Vorlauf | Vorlauf | Halbfinale | Halbfinale | Finale    | Finale |
| Athlet       | Disziplin | Zeit    | Platz   | Zeit       | Platz      | Zeit      | Platz  |
| ------------ | --------- | ------- | ------- | ---------- | ---------- | --------- | ------ |
| Tsao Chun-yu | Marathon  | -       | -       | -          | -          | 2:55:33 h | 65     |

### Männer

#### Laufdisziplinen
| Athlet        | Disziplin    | Vorlauf | Vorlauf | Halbfinale    | Halbfinale    | Finale        | Finale        |
| Athlet        | Disziplin    | Zeit    | Platz   | Zeit          | Platz         | Zeit          | Platz         |
| ------------- | ------------ | ------- | ------- | ------------- | ------------- | ------------- | ------------- |
| Chen Kuei-ru  | 110 m Hürden | 13,72 s | 34      | ausgeschieden | ausgeschieden | ausgeschieden | ausgeschieden |
| Yang Chun-Han | 200 m        | 20,82 s | 35      | ausgeschieden | ausgeschieden | ausgeschieden | ausgeschieden |

#### Sprung/Wurf
| Athlet      | Disziplin  | Qualifikation | Qualifikation | Finale        | Finale        |
| Athlet      | Disziplin  | Weite/Höhe    | Platz         | Weite/Höhe    | Platz         |
| ----------- | ---------- | ------------- | ------------- | ------------- | ------------- |
| Lin Yu-tang | Weitsprung | 7,45 m        | 34            | ausgeschieden | ausgeschieden |